# Bulgurtepe, Pertek
Bulgurtepe là một xã thuộc huyện Pertek, tỉnh Tunceli, Thổ Nhĩ Kỳ. Dân số thời điểm năm 2010 là 51 người.